# Mistrovství světa ve veslování 2010

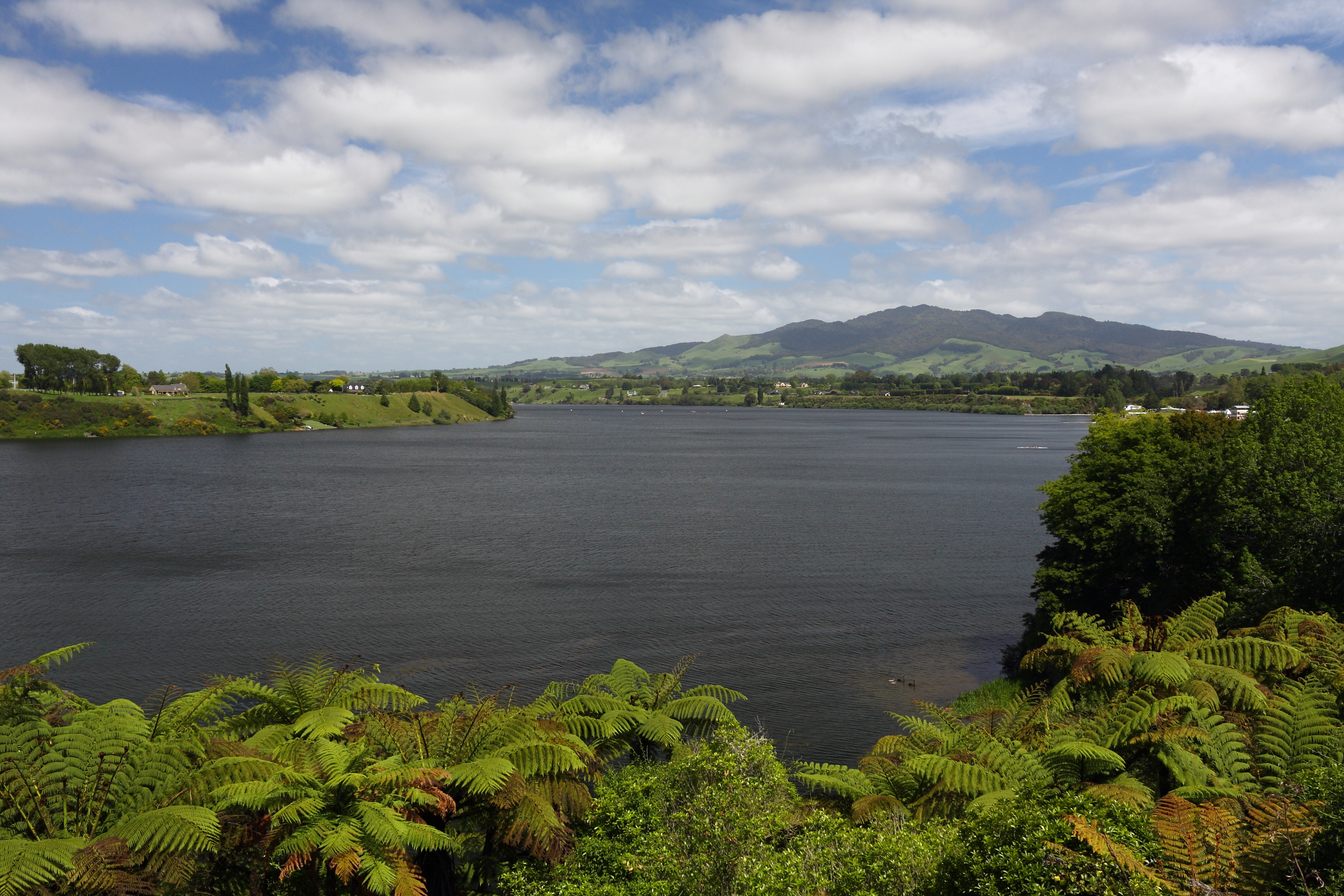
Jezero Karapiro, dějiště šampionátu

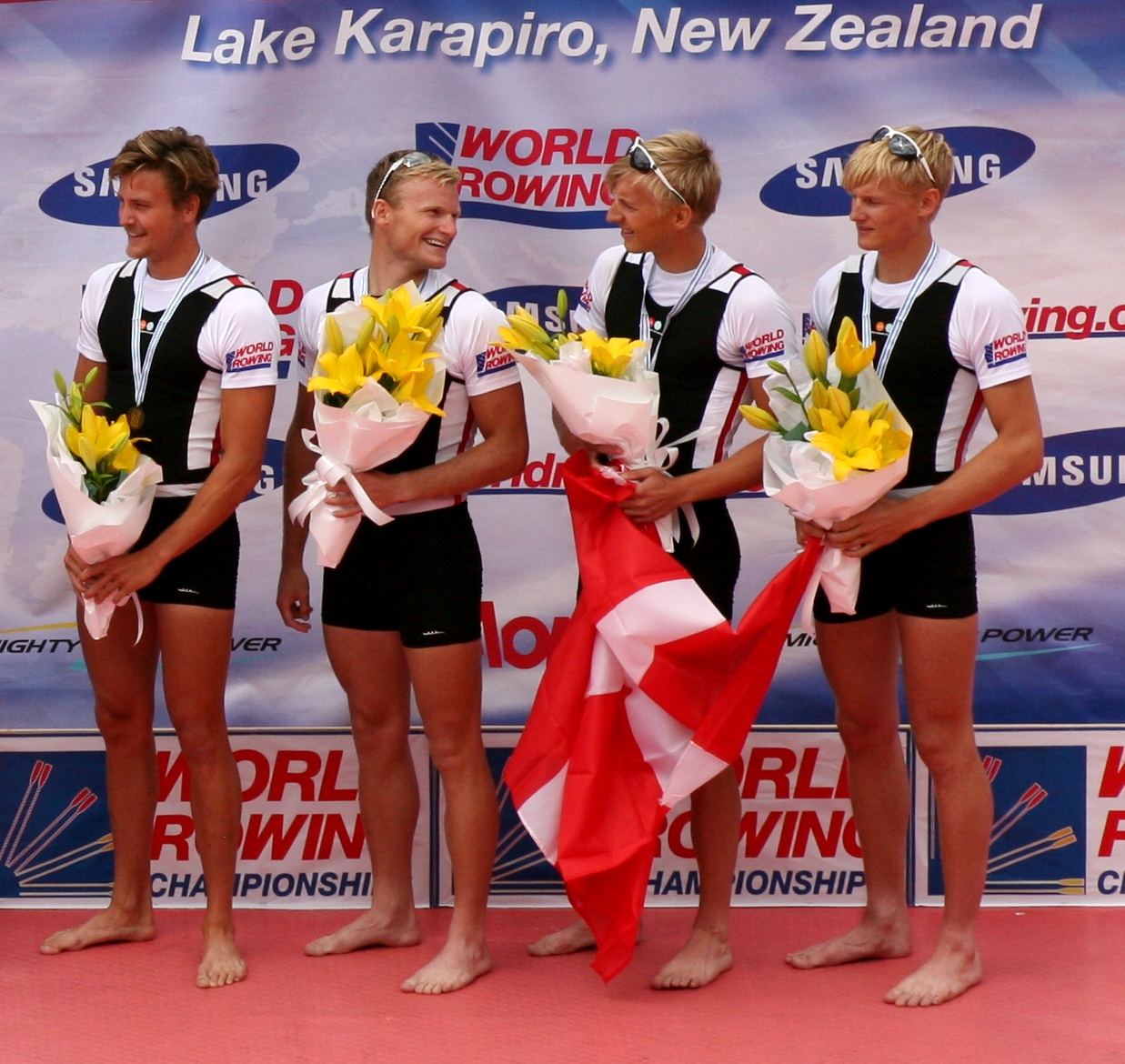
Dánská párová čtyřka lehkých vah, která si vyjela bronz

Mistrovství světa ve veslování 2010 byl v pořadí 39. šampionát konaný mezi 23. a 30. srpnem 2010 na jezeře Karapiro na Novém Zélandu.
Každoroční veslařská regata trvající jeden týden je organizována Mezinárodní veslařskou federací (International Rowing Federation; FISA) obvykle na konci léta severní polokoule. Vzhledem k místu konání byl však termín mistrovství tentokrát posunut na přelom října a listopadu, což je na jižní polokouli prostředek jara.
V neolympijských letech představuje mistrovství světa vyvrcholení mezinárodního veslařského kalendáře a v roce, jenž předchází olympijským hrám, představuje jejich hlavní kvalifikační událost. V olympijských letech pak program mistrovství zahrnuje pouze neolympijské disciplíny.

## Medailové pořadí
| Pořadí | Země               | Zlato | Stříbro | Bronz | Celkem |
| ------ | ------------------ | ----- | ------- | ----- | ------ |
| 1.     | Německo            | 5     | 1       | 2     | 8      |
| 2.     | Spojené království | 4     | 4       | 1     | 9      |
| 3.     | Nový Zéland        | 3     | 3       | 3     | 9      |
| 4.     | Francie            | 2     | 1       | 1     | 4      |
| 5.     | Austrálie          | 1     | 4       | 2     | 7      |
| 6.     | Itálie             | 1     | 3       | 2     | 6      |
| 7.     | USA                | 1     | 1       | 2     | 4      |
| 8.     | Kanada             | 1     | 1       | 1     | 3      |
| 9.     | Chorvatsko         | 1     | 0       | 0     | 1      |
| 9.     | Česko              | 1     | 0       | 0     | 1      |
| 9.     | Nizozemsko         | 1     | 0       | 0     | 1      |
| 9.     | Švédsko            | 1     | 0       | 0     | 1      |
| 13.    | Řecko              | 0     | 1       | 2     | 3      |
| 14.    | Bělorusko          | 0     | 1       | 0     | 1      |
| 14.    | Slovensko          | 0     | 1       | 0     | 1      |
| 14.    | Ukrajina           | 0     | 1       | 0     | 1      |
| 17.    | Čína               | 0     | 0       | 2     | 2      |
| 18.    | Dánsko             | 0     | 0       | 1     | 1      |
| 18.    | Maďarsko           | 0     | 0       | 1     | 1      |
| 18.    | Polsko             | 0     | 0       | 1     | 1      |
| 18.    | Rumunsko           | 0     | 0       | 1     | 1      |
| Celkem | Celkem             | 22    | 22      | 22    | 66     |

## Přehled medailí

### Mužské disciplíny
| Disciplína                      | Zlato | Čas     | Stříbro | Čas     | Bronz | Čas     |
| Skif M1x                        | Česko Ondřej Synek | 6:47,49 | Nový Zéland Mahé Drysdale | 6:49,42 | Spojené království Alan Campbell | 6:49,83 |
| Dvojskif M2x                    | Nový Zéland Nathan Cohen Joseph Sullivan | 6:22,63 | Spojené království Matthew Wells Marcus Bateman                                                                                             | 6:24,21 | Francie Cedric Berrest Julien Bahain | 6:28,54 |
| Párová čtyřka M4x               | Chorvatsko David Šain Martin Sinković Damir Martin Valent Sinković                                                                                   | 6:15,78 | Itálie Luca Agamennoni Simone Venier Matteo Stefanini Simone Raineri                                                                        | 6:17,04 | Austrálie Karsten Forsterling David Crawshay James McRae Daniel Noonan                                                                                          | 6:18,93 |
| Dvojka bez kormidelníka M2-     | Nový Zéland Eric Murray Hamish Bond | 6:30,16 | Spojené království Pete Reed Andrew Triggs Hodge                                                                                            | 6:30,48 | Řecko Georgios Tziallas Ioannis Christou | 6:36,00 |
| Dvojka s kormidelníkem M2+      | Austrálie Christopher Morgan Dominic Grimm David Webster (k)                                                                                         | 7:03,32 | Itálie Paolo Perino Pierpaolo Frattini Andrea Lenzi (k)                                                                                     | 7:04,38 | Německo Maximilian Munski Filip Adamski Albert Kowert (k) | 7:06,20 |
| Čtyřka bez kormidelníka M4-     | Francie Jean-Baptiste Macquet Germain Chardin Julien Despres Dorian Mortelette                                                                       | 6:45,38 | Řecko Stergios Papachristos Ioannis Tsilis Nikolaos Gkountoulas Apostolos Gkountoulas                                                       | 6:47,15 | Nový Zéland Jade Uru Simon Watson Hamish Burson David Eade | 6:48,38 |
| Osma M8+                        | Německo Gregor Hauffe Maximilian Reinelt Kristof Wilke Florian Mennigen Richard Schmidt Lukas Müller Toni Seifert Sebastian Schmidt Martin Sauer (k) | 5:33,84 | Spojené království Tom Broadway James Clarke Cameron Nichol James Foad Mohamed Sbihi Greg Searle Tom Ransley Daniel Ritchie Phelan Hill (k) | 5:34,46 | Austrálie William Lockwood Matthew Ryan Francis Hegerty Cameron McKenzie-McHarg James Marburg Samuel Loch Nicholas Purnell Joshua Dunkley-Smith Toby Lister (k) | 5:35,96 |
| Skif lehkých vah LM1x           | Itálie Marcello Miani | 7:05,82 | Slovensko Lukáš Babač | 7:08,19 | Maďarsko Peter Galambos | 7:09,86 |
| Dvojskif LV LM2x                | Spojené království Zac Purchase Mark Hunter | 7:13,47 | Itálie Lorenzo Bertini Elia Luini | 7:15,88 | Nový Zéland Storm Uru Peter Taylor | 7:18,31 |
| Párová čtyřka LV LM4x           | Německo Jonathan Koch Lars Wichert Linus Lichtschlag Lars Hartig                                                                                     | 6:11,44 | Francie Alexandre Pilat Pierre-Etienne Pollez Stany Delayre Frederic Dufour                                                                 | 6:14,02 | Dánsko Steffen Jensen Martin Batenburg Christian Nielsen Hans Christian Soerensen                                                                               | 6:14,94 |
| Dvojka bez kormidelníka LV LM2- | Francie Fabien Tilliet Jean-Christophe Bette | 7:18,92 | Nový Zéland Graham Oberlin-Brown James Lassche                                                                                              | 7:21,29 | Kanada Matt Jensen Rares Crisan | 7:23,79 |
| Čtyřka bez kormidelníka LV LM4- | Spojené království Richard Chambers Paul Mattick Rob Williams Chris Bartley                                                                          | 6:10,71 | Austrálie Anthony Edwards Samuel Beltz Blair Tunevitsch Todd Skipworth                                                                      | 6:10,78 | Čína Li Lei Yu Chenggang Huang Zhe Li Zhongwei | 6:10,79 |
| Osma LV LM8+                    | Německo Daniel Wisgott Robby Gerhardt Jan Lueke Lars Wichert Jochen Kuehner Bastian Seibt Jost Schoemann-Finck Martin Kuehner Albert Kowert (k)      | 5:48,61 | Austrálie Ross Brown Angus Tyers Blair Tunevitsch Alister Foot Nicholas Baker Darryn Purcell Thomas Bertrand Perry Ward David Webster (k)   | 5:50,27 | Itálie Luigi Scala Davide Riccardi Luca De Maria Armando Dell'Aquila Matteo Pinca Gennaro Gallo Livio La Padula Bruno Mascarenhas Vincenzo Di Palma (k)         | 5:52,24 |

### Ženské disciplíny
| Disciplína                  | Zlato | Čas     | Stříbro | Čas     | Bronz | Čas     |
| Skif W1x                    | Švédsko Frida Svenssonová | 7:47,61 | Bělorusko Jekatěrina Karstenová | 7:47,79 | Nový Zéland Emma Twiggová | 7:49,64 |
| Dvojskif W2x                | Spojené království Anna Watkinsová Katherine Graingerová | 7:04,70 | Austrálie Kerry Hore Kim Crowová | 7:10,08 | Polsko Magdalena Fularczyková Julia Michalská | 7:14,40 |
| Párová čtyřka W4x           | Spojené království Debbie Floodová Beth Rodfordová Frances Houghtonová Annabel Vernonová                                                                      | 7:12,78 | Ukrajina Kateryna Tarasenková Olena Buryaková Anastasija Koženkovová Yana Dementieva                                                                                                   | 7:14,95 | Německo Britta Oppeltová Carina Baerová Tina Mankerová Julia Richterová | 7:15,26 |
| Dvojka bez kormidelnice W2- | Nový Zéland Juliette Haighová Rebecca Scownová | 7:17,12 | Spojené království Helen Gloverová Heather Stanningová | 7:20,24 | USA Zsuzsanna Francia Erin Cafarová | 7:22,46 |
| Čtyřka bez kormidelnice W4- | Nizozemsko Chantal Achterbergová Nienke Kingma Carline Bouwová Femke Dekkerová                                                                                | 7:21,09 | Austrálie Sarah Heardová Sarah Cooková Pauline Frasca Kate Hornsey | 7:23,99 | USA Mara Allenová Grace Luczaková Adrienne Martelli Alison Coxová | 7:24,56 |
| Osma W8+                    | USA Anna Goodale Amanda Polková Jamie Redmanová Taylor Ritzelová Esther Lofgrenová Eleanor Loganová Meghan Musnicki Katherine Glessnerová Mary Whippleová (k) | 6:12,42 | Kanada Emma Darlingová Cristy Nurse Janine Hansonová Rachelle de Jongová Krista Guloienová Ashley Brzozowiczová Darcy Marquardtová Andreanne Morinová Lesley Thompsonová-Willieová (k) | 6:16,12 | Rumunsko Roxana Cogianuová Ionela Zaharia Maria Diana Bursucová Ioana Craciunová Adelina Cojocariu Nicoleta Albuová Camelia Lupascuová Eniko Mironcicová Teodora Stoica (k) | 6:18,96 |
| Skif lehkých vah LW1x       | Německo Marie-Louise Draegerová | 7:43,45 | Nový Zéland Louise Aylingová | 7:48,48 | Itálie Laura Milani | 7:49,04 |
| Dvojskif LV LW2x            | Kanada Lindsay Jennerichová Tracy Cameronová | 8:06,20 | Německo Daniela Reimerová Anja Noske | 8:07,33 | Řecko Christina Giazitzidou Alexandra Tsiavou | 8:09,14 |
| Párová čtyřka LV LW4x       | Německo Lena Muellerová Daniela Reimerová Anja Noske Marie-Louise Draegerová                                                                                  | 6:44,94 | USA Victoria Burke Kristin Hedstromová Ursula Groblerová Abelyn Broughtonová | 6:47,99 | Čína Yan Shimin Wang Xinnan Liu Jing Liu Tingting | 6:49,50 |